# 크롬OS

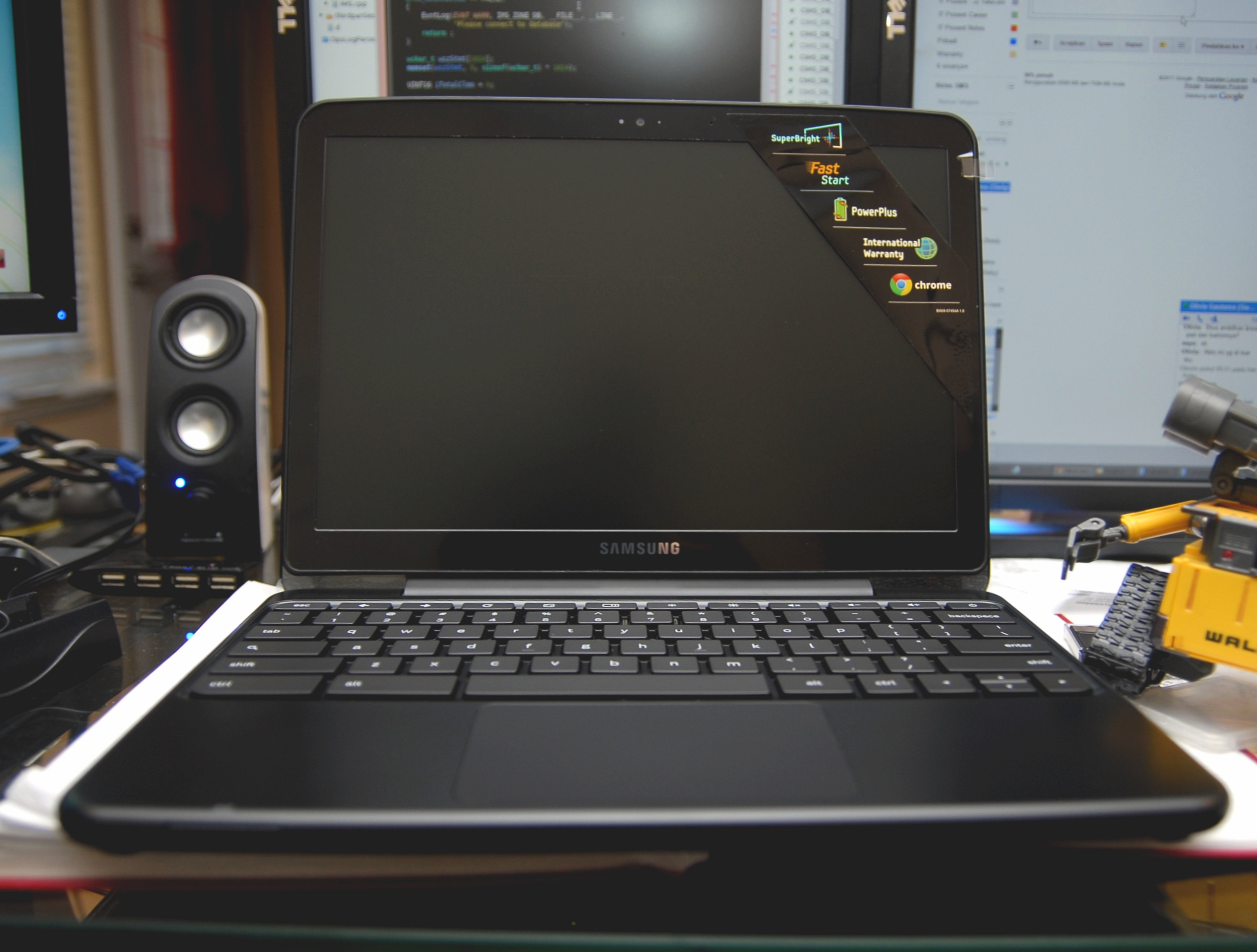
삼성 크롬북

크롬OS(영어: ChromeOS)는 크롬박스 및 크롬북에 탑재된 독점 유료 운영 체제이다. 크롬OS는 설치용 이미지파일(.iso)이 제공되지 않으며, 정품 크롬OS를 얻는 유일한 방법은 크롬박스,크롬북을 구매하는 것이다. 크롬OS는 오픈소스 운영체제인 크로미움 OS를 기반으로 만들어졌으며, 크로미움 OS는 젠투 리눅스를 기반으로 만들어졌다.

## 역사
2009년 11월 19일 구글은 크로미엄 OS 프로젝트로 공개하였다.
2010년 3월 구글은 소비자 버전과 기업용 버전, 이렇게 두 가지 버전을 개발하는 것에 대해 고려하고 있다.

## 특징
크롬OS는 크롬 브라우저를 통한 웹앱 사용에 중점을 둔다.
또한, 안드로이드 앱 구동도 지원하게 되었다.

## 크로미움 OS와의 차이점
크롬OS는 상품으로 판매되는 사유 운영체제이며, 크로미움 OS는 그 크롬OS의 기반이 되는 원본 운영체제이다. 소스코드 형태로서 공개되어 있는 크로미움OS는 젠투 리눅스의 fork이며, 젠투 리눅스의 독자적인 운영체제 소스코드의 수정배포판이 크로미움OS이다. 원작자 젠투 리눅스는 fork의 결과물 소스코드를 오픈소스로 공개하는 조건으로 fork를 허락하고 있으며, 이러한 원작자의 결정은 GPL에 따라 법률적 강제력을 지닌다. 이에 따라 크로미움OS는 오픈소스로 공개되어 있으며, 원작자의 결정에 따를 의무가 구글에게 부여되어 있다. 젠투 리눅스가 채택한 GPL에 의거하여 크로미움OS의 소스코드는 공개되지만, 크롬OS에 한해서 구글에게 독점 권리가 허용된다. 두 운영체제는 아래와 같은 차이점이 있다.
- 크로미움OS는 오픈소스이며, 크롬OS는 클로즈드소스이다.
- 크로미움OS는 원본 소스코드 개발자 젠투 리눅스의 결정에 따라 소스코드가 공개되며, 크롬OS는 구글이 독점권리가 있다.
- 크로미움OS에는 크로미움 웹브라우저가 탑재되며, 크롬OS에는 크롬 웹브라우저가 탑재된다.
- 크로미움OS에는 없으나, 크롬OS에는 구글플레이가 탑재된다.
- 크로미움OS에는 없으나, 일부 크롬OS에는 윈도우 가상머신 Parallels가 탑재된다.
- 크로미움OS에는 없으나, 크롬OS에는 구글 API키 세트가 함께 제공된다.
- 크로미움OS에는 없으나, 크롬OS에는 업데이트 기능이 있다.
- 크로미움OS는 문서파일(소스코드) 상태로 공개되며, 크롬OS는 일반소비자용 제품이다.

## CloudReady와의 차이점
운영체제 CloudReady는 미국기업 Neverware에서 만든 것으로, 크롬OS와 마찬가지로 크로미움OS를 기반으로 만든 운영체제이다. 크롬OS와 CloudReady는 아래와 같은 차이점이 있다.
- 크롬OS는 설치용 정품 이미지파일이 없으나, CloudReady는 설치용 정품 이미지파일로 제공된다.
- 크롬OS는 크롬북,크롬박스에 설치된 형태로만 판매되는 유료상품이나, CloudReady는 기업용은 유료. 가정용은 프리웨어로 제공된다.
- 크롬OS에는 구글플레이가 탑재되나, CloudReady는 Oracle VM VirtualBox가 탑재된다.
- 크롬OS에는 Parallels가 탑재되나, CloudReady는 Oracle VM VirtualBox가 탑재된다.
- 크롬OS는 OEM이 아닌 일반소비자가 직접 설치하는 기능이 제외되어 있으나, CloudReady는 일반소비자가 직접 설치하여 크롬OS의 대체품으로 사용 가능하다.

## 같이 보기
- 크로미엄 OS
- 크롬북
- 구글 크롬